# Јован Петров Пламенац
Јован (Џон) Петров Пламенац (енгл. John Plamenatz; Цетиње, 16. мај 1912 — Оксфорд, 19. фебруар 1975) био је српски политички филозоф и професор на Универзитету Оксфорд.

## Биографија
Отац Петар је био министар иностраних дјела Краљевине Црне Горе. Кад је имао пет година отац га је повео у Француску а потом у Енглеску. Завршио је студије на оксфордском Оријел колеџу. Од 1951. године је професор колеџа Нафилд а од 1967. године води катедру за друштвену и политичку теорију. 
За време Другог свјетског рата био је преводилац у Председништву Министарског савета Краљевине Југославије, владе краља Петра Другог Карађорђевића у Лондону у време када је председник владе био Слободан Јовановић. У приватном издању је 1944. године објавио књигу Случај генерала Михаиловића (The case of General Mihailovic) у којој је на основу велике грађе која му је прошла кроз руке и логички и политички јасно и уверљиво приказао рад генерала Драгољуба Драже Михаиловића. Упутио је на почетак грађанског рата у Црној Гори који су започели комунисти 1941. године.

## Одабрана дела
- Сагласност, слобода и политичка обавеза
- Шта је то комунизам?
- Револуционарни покрет у Француској 1815 до 1871
- Од Маркса до Стаљина
- Немачки марксизам и руски комунизам
- Човек и друштво
- Демократија и илузија